# پاروا، خیبر پختونخوا
پاروا (به انگلیسی: Paroa) یک شهرک در پاکستان است که در ناحیه دیره اسماعیل خان واقع شده‌است.